# Nacionalni park Kahuzi-Biéga
Nacionalni park Kahuzi-Biéga je nacionalni park u istočnom dijelu DR Kongo, u pokrajini Kivu, 50 km zapadno od grada Bukavu, blizu zapadne obale jezera Kivu i granice s Ruandom. Park je dobio ime prema dvama ugaslim vulkanima,  Mout Kahuzi (3,308 m) i Mont Biéga (2,790 m), a kroz park teku rijeke Luka i Lugulu, pritoci rijeke Lualaba.
Nacionalni park Kahuzi-Biéga ima površinu od oko 6.000 km² i upisan je 1980. godine na UNESCO-ov popis mjesta svjetske baštine u Africi kao jedno od posljednjih utočišta istočnih nizinskih gorila (Gorilla beringei graueri) koje obitavaju na visinama između 2100 i 2400 m. No, zbog oružanih sukoba koji su od 1990-ih poharali ovo područje pretpostavlja se kako je 60%, od 300 gorila koliko ih je zabilježeno u svibnju 1990. godine, vjerojatno izlovljeno. Naposljetku je park upisan na popis ugroženih mjesta svjetske baštine 1997. godine. 

## Vanjske poveznice
- CENADEP (Centre National d’Appui au Développement et à la Participation populaire)  Arhivirana inačica izvorne stranice od 30. kolovoza 2005. (Wayback Machine) Udruga za zaštitu okoliša DR Kongo (fr.) Posjećeno 28. ožujka 2011.

### Ostali projekti
|  | Zajednički poslužitelj ima još gradiva o temi Nacionalni park Kahuzi-Biega |